# Trigonopeltastes simplex
Trigonopeltastes simplex är en skalbaggsart som beskrevs av Bates 1889. Trigonopeltastes simplex ingår i släktet Trigonopeltastes och familjen Cetoniidae. Inga underarter finns listade i Catalogue of Life.